# Kékesi Rezső
Kékesi Rezső (Budapest, 1958. január 11. –) válogatott labdarúgó, középpályás. Játékos pályafutását Svájcban fejezte be, ahol ma is él családjával.

## Pályafutása

### Klubcsapatban
A Ferencvárosi Vasutas csapatában kezdte a labdarúgást. Innen került az FTC-hez, ahol 1977-ig játszott. Három hazai díjmérkőzésen lépett pályára. 1977–78-ban a Dorogi Bányász, 1978 és 1984 között a Bp. Volán labdarúgója volt. 1979-ben mutatkozott be az élvonalban. 1984 és 1989 között az MTK-VM labdarúgója volt. A kék-fehérekkel egy-egy bajnoki arany-, ezüst-, és bronzérmet szerzett. 1990 februárjában igazolt a svájci FC Yverdon csapatához. A magyar élvonalban 1979 és 1989 között 231 mérkőzésen szerepelt és 18 gólt szerzett.

### A válogatottban
1987 és 1988 között három alkalommal szerepelt a válogatottban. Nyolcszoros olimpiai válogatott (1986–1988), kétszeres ifjúsági válogatott (1977), hétszeres egyéb válogatott (1986–89).

## Sikerei, díjai
- Magyar bajnokság
  - bajnok: 1986–87
  - 2.: 1989–90
  - 3.: 1988–89

## Statisztika

### Mérkőzései a válogatottban
| Magyarország | Magyarország       | Magyarország           | Magyarország | Magyarország | Magyarország  | Magyarország | Magyarország | Magyarország |
| #            | Dátum              | Helyszín               | Hazai        | Eredmény     | Vendég        | Kiírás       | Gólok        | Esemény      |
| ------------ | ------------------ | ---------------------- | ------------ | ------------ | ------------- | ------------ | ------------ | ------------ |
| 1.           | 1987. május 17.    | Budapest, Népstadion   | Magyarország | 5 – 3        | Lengyelország | Eb-selejtező | -            | 46'          |
| 2.           | 1987. július 28.   | Lipcse, Zentralstadion | NDK          | 0 – 0        | Magyarország  | barátságos   | -            |              |
| 3.           | 1988. december 11. | Ta’ Qali               | Málta        | 2 – 2        | Magyarország  | vb-selejtező | -            |              |
|              | Összesen           |                        |              | 3            | mérkőzés      |              | 0            | gól          |